# 盛金章
盛金章（1921年5月15日—2007年1月7日），中国古生物学家。

## 生平
1921年生于江苏靖江。1946年毕业于重庆大学地质系。1991年当选为中国科学院学部委员(院士)。中国科学院南京地质古生物研究所研究员。从事虫筵类及二叠纪生物地层学研究，建立中国二叠纪虫筵类化石带。